# アル・ハマダニア・スタジアム
アル・ハマダニア・スタジアム(アラビア語: ملعب الحمدانية、英: Al-Hamadaniah Stadium)は、シリア北部の都市アレッポにある多目的スタジアムである。

## 概要
1998年に建設された。収容人数は18,000人。主にサッカーの試合に用いられ、シリア・プレミアリーグに所属するアル・ホリヤがホームスタジアムとして使用している他、サッカーシリア代表がホームスタジアムとして利用することもある。また、アル・イテハド・アレッポがAFCチャンピオンズリーグ2007に参戦した際にこのスタジアムが使用されている。(アル・イテハド・アレッポは現在はアレッポ国際スタジアムをホームスタジアムとして利用している。)

## 交通アクセス
アレッポ国際スタジアムに隣接している。アレッポバスターミナルからタクシーで約5分。